# Martin Ruland, o Jovem
Martin Ruland, o Jovem, Martinus Rulandus ou Martin Rulandt (nascido em (*  11 de novembro de 1569 em Lauingen, †  23 de abril de 1611,  em Praga), era um médico e alquimista alemão. Ele foi considerado um seguidor de Paracelsus e foi o fundador da Quimiatria ou Iatroquimica. 

## Vida
Martin Ruland era o filho do médico Martin Ruland, o Velho (1532-1602). Depois de fazer seus primeiros estudos na escola de Lauingen Gymnasium illustre (hoje Albertus-Gymnasium) ele estudou medicina nas Universidades de Tübingen, Jena e Basileia. E foi en Basileia que, em 1592, ele recebeu seu doutorado e depois seguiu para Regensburg como médico do serviço público cidade (Stadtphysicus). Aqui ele cuidou da saúde do então arquiduque austríaco Matias I. Em 1607, por indicação de Matias I ele torna-se médico da corte e depois médico pessoal do imperador Rodolfo II (1552-1612), em Praga, que manifestara-se fortemente interessado no alquimia e no conhecimento astrológico de Ruland. Em 1608, o Imperador Rodolfo II condecorou-lhe com um título de nobreza.
Ruland manteve um intercâmbio amigável com contemporâneos conhecidos como Caspar Bauhin, Andreas Libavius e Johannes Kepler. Ele morreu aos 41 anos de idade da "febre húngara" ou Febre Makula, no mesmo ano em que publicou o seu trabalho "Pernicious Luis Hungaricae tecmarsi et curatione", onde descreve a febre húngara A febre húngara é também conhecida como também conhecida como Rickettsia.   Ruland, o Jovem, também foi editor do trabalho de seu pai.

## Obras
O trabalho mais significativo da perspectiva de hoje é a sua 1612 Enciclopédia de alquimia publicada postumamente.  Explica a terminologia alquímica e o simbolismo. Ainda hoje é uma fonte importante para entender a alquimia. O léxico era antigamente muitas vezes atribuído a seu pai Martin Ruland, o Velho
O dicionário escrito em latim contém uma tradução em inglês de Arthur Edward Waite..
 Em 1987, uma reimpressão da edição original apareceu.. Uma tradução alemã está faltando.
- Lapidis philosophi vera relação conficiendi, gemino eruta trato , 1606
- "Defesa da Alquimia" (1607)
- Progymnasmata alchemiae sive problemata chymica (1607)
- Lexicon alchemiae sive dictionarium alchemisticum , 1612
- Alexiacus chymiatricus , 1640
- Apêndice de dosibus , 1625
- Curationum empiricarum et historicum ... Centuria ... , 1628
- Alexiacus chymiatricus , 1640
- Lexicon Alchemiae , 1661
- Lexicon Alchemiae , 1661